# Melanichneumon blandulus
Melanichneumon blandulus là một loài tò vò trong họ Ichneumonidae.